# Süleyman Soylu
Süleyman Soylu (Istanbul, 21 novembre 1969) è un politico turco.

## Biografia
Fu dal 30 settembre 2012 vicepresidente del Partito della Giustizia e dello Sviluppo, nonché Ministro dell'Interno dal 31 agosto 2016 al 3 giugno 2023. In precedenza è stato Ministro del Lavoro e della Previdenza sociale da novembre 2015 ad agosto 2016.